# Хари Хуле
Хари Хуле је главни лик у серији крими романа које је написао норвешки писац Ју Несбе. Хуле је бриљантан и опсесивно вођен детектив који користи неортодоксне, а понекад и незаконите методе у својим истрагама. Алкохоличар који се опоравља и склон депресији, стрес од којег Хуле пати, често је у фокусу прича. Има мало пријатеља и често се сукобљава са колегама. Иако је касније препознао своје проблематично понашање и напустио полицију, он наставља да проналази разлог да помаже у новим кривичним истрагама чак и када то угрожава њега и његове вољене. Харијево презиме „Хуле“ се преводи као „брдо“ на енглеском и име је историјског норвешког града (Хуле, Норвешка) са наслеђем које сеже до викиншког доба. Име је изведено из старонордијског Холар, на плурални облик Хол, што значи "округло и изоловано брдо." Реч се изговара као два слога, са нагласком на првом (ХУ-ле). У Шишмишу, аустралијска полиција га зове „Хари Холи”.
Критичари упоређују личност Харија Хула са личностима познатих књижевних детектива као што су Шерлок Холмс, Херкул Поаро, Жил Мегре и Неро Вулф . Према самом Ју Несбу, карактер инспирисан и карактером Мајкл Конелија: Хари Босцх . Романи су чести бестселери.

## Карактер
Хари Хуле је представљен у Шишмишу као полицајац из Одељења за злочине у Ослу. Рођен је 1965. године и има млађу сестру Сос, која има Даунов синдром и за коју је Хари дубоко везан. Његова мајка, потомак народа Сами, умрла је од рака док је био у двадесетим годинама. Хари никада није имао блиске односе са својим оцем Олавом, бившим учитељем. Има неколико блиских пријатеља, од којих је један Бјарне Мøллер, шеф Холеовог одељења. Остали пријатељи су Беате Лøнн и Бјорн Холм у одељењу за форензику, детективка из Бергена по имену Катрине Братт која помаже у обезбеђивању специјалистичких информација и Гунар Хаген, његов бивши виши официр пре Фантома . Таксиста Øистеин Еикеланд је Харијев стари школски пријатељ и један од људи са којима је најближи.
Хуле је стални пушач и тешки пијанац који је интровертиран и склон депресији. Касније престаје да пије након што је схватио да је алкохоличар. Његови сусрети са убицама, корупцијом и серијским убицама кроз романе често јачају његов цинични став. Његово проблематично и често несоцијално понашање, као и његове опсесивне склоности током истрага, доводе га у поновљени сукоб са својим надређенима и неким колегама, од којих га многи не воле, док невољно поштују његов рад и способности. Мелер често штити Холеа од отпуштања, верујући да је он бриљантан детектив и да је потребан полицији у Ослу. Уз стандардну полицијску обуку, Холе је прошао специјализовану обуку о техникама испитивања и ватреном оружју у ФБИ .
Кућна адреса Харија Хула се налази у Софис капији у Бислету која се налази у Ослу, у родном граду аутора. Многе приче укључују детаљну позадину и описе стварних локација као што је стварно седиште полицијске управе у Ослу. Хуле редовно комуницира са становницима града и имигрантима из различитих етничких и друштвених средина. Многи од романа садрже његову омиљену „пивницу“, ресторан Сцхрøдер (скраћено Сцхрøдер'с) у Ст. Хансхаугену.
Хуле развија озбиљну везу са Ракел Фауке, чији син, Олег, види Харија као очинску фигуру и понекад га назива „татом“. После седмог романа Снешко, њихова веза пати и трауматизовани Хари напушта полицију. Следећи роман Леопард приказује Харија који живи у самонаметнутом егзилу у Хонгконгу. Каја Солнес, нови официр норвешког криминалистичког одреда, тражи од њега да се врати у Осло како би помогао у истрази могућег серијског убиства. Сазнавши да је његов отац Олав такође болестан и вероватно ће ускоро умрети, Хуле се враћа у Осло. Током приче, Олав тражи од свог сина да му помогне у самоубиству како би прекинуо бол, али Хари не може да се натера да то учини. На крају књиге, Хари се накратко састаје са Ракел пре него што посети заточеног убицу Снешка . Подразумева се да Хари тада помаже у самом самоубиству криминалца. Узнемирен својим недавним искуствима, Хари одлучује да се заувек врати у Хонгконг.
Следећа књига Фантом описује Харија који се поново враћа у Осло нешто касније, овог пута јер је Ракелин син Олег ухапшен због убиства. Хари сазнаје истину иза убиства, али је потом упуцан и књига се завршава без појашњења да ли ће преживети или не. Хари се открива да је поново жив и живи у Ослу у десетом роману Полиција . Одлучујући да га је његова опсесивна потрага за криминалцима превише коштала, сада држи предавања на Полицијском колеџу и наставља везу са Ракел. Серија убистава наводи његове бивше колеге да га потраже за помоћ. Након ових догађаја, Хари се жени са Ракел и усваја Олега за сина. Обећава да је завршио са полицијским послом, али је увучен у још једну истрагу у следећем роману Жеђ .

## Новеле
- У Flaggermusmannen (1997), преведено као Слепи миш (2012), Хуле је послат у Сиднеју, у Аустралији да помогну Аустралијској полицијаи у истрази о убиству једног норвешког држављанина.
- У Kakerlakkene (1998), преведеном као Бубашвабе (2013), Хуле је послат на Тајланд да истражи убиство норвешког амбасадора .
- У Rødstrupe (2000), преведеном као Црвендаћ (2006), Хуле се сусреће са нео-нацизмом и наслеђем Другог светског рата док прати атентатора који планира напад на истакнутог члана естаблишмента .
- У Sorgenfri (2002), преведеном као Одмазда (2008), Хуле истражује фаталну пљачку банке и умешан је у очигледно убиство бивше девојке.
- У Marekors (2003), преведеном као Соломоново слово (2005), Хуле истражује серију убистава и сумњичи колегу полицајца за криминалне активности. Популарност овог романа довела је до тога да је то прва књига о Харију Хуле-у која је преведена на енглески.
- У Frelseren (2005), преведен као Спаситељ (2009), Хуле је на трагу хрватског убице који убија официра Војске спаса током божићног уличног концерта .
- У Snømannen (2007), преведено као Снешко од Дон Бартлетт (2010), Хuле се бори да се идентификује Норвешки први серијски убица, који изгледа као да је поново испливао годинама након његовог последњег криминала.
- Panserhjerte (2009), преведен као Оклопно срце од Дона Бартлета (2011). Пошто је напустио полицију и прогнао се у Хонг Конг након догађаја у Снешку, од Харија се сада тражи да се врати у Осло како би незванично помогао у истрази серијског убице.
- У Gjenferd (2011), преведеном као Утвара од Дона Бартлета (2012), Хуле се поново враћа у Осло из Хонг Конга када је син његове бивше девојке Ракел Олег ухапшен због убиства. Његова истрага га увлачи на сцену дроге у Ослу.
- Politi (2013), у преводу Полиција (2013). Пошто поново живи у Ослу и ради као предавач на Полицијском колеџу, Хуле је замољен да помогне у проналажењу серијског убице који циља полицајце .
- У Tørst (2017), преведеном као Жеђ (2017), Хари обећава својој жени да је завршио са полицијским пословима, али је приморан да истражује када се убица који је нестао годинама раније изненада поново исплива на површину, сада маскиран у вампира .
- Kniv (2019), преведено као Нож . Пробудивши се са жестоким мамурлуком, Хари проналази своје руке и одећу прекривене крвљу. Суочавајући се лицем у лице са старим, смртоносним непријатељем, Хуле се суочава са својим можда најмрачнијим личним изазовом до сада.
- Blodmåne (2022), преведен као Крвави месец (2023)

## У другим медијима

### Филм
Седми роман у серијалу, Снешко, адаптиран је као филм 2017. године и приказао је Мајкла Фасбендера  као Харија Хула, са Ребеком Фергусон, Шарлот Гензбур, Ронаном Вибером, Валом Килмером и Џеј К.